# Qazıqumlaq
Qazıqumlaq (ryska: Казыкумлак) är en ort i Azerbajdzjan.   Den ligger i distriktet Ujar Rayonu, i den centrala delen av landet, 200 km väster om huvudstaden Baku. Qazıqumlaq ligger 21 meter över havet och antalet invånare är 4 147.
Terrängen runt Qazıqumlaq är mycket platt, och sluttar söderut. Närmaste större samhälle är Ujar, 12,0 km öster om Qazıqumlaq.
Trakten runt Qazıqumlaq består till största delen av jordbruksmark. Runt Qazıqumlaq är det ganska tätbefolkat, med 80 invånare per kvadratkilometer.